# Habenaria guaraensis
Habenaria guaraensis är en orkidéart som beskrevs av João Aguiar Nogueira Batista och Bianch. Habenaria guaraensis ingår i släktet Habenaria och familjen orkidéer. Inga underarter finns listade i Catalogue of Life.